# A3 (motorväg, Bulgarien)
A3 Struma  är en motorväg som nu byggs i Bulgarien och förlänger motorvägen A6 Ljulin, som går från Sofia till Pernik, vidare söderut mot grekiska gränsen. 87 km av planerade 156 km är färdigbyggda.